# Sindacato Autonomo di Polizia
Il Sindacato Autonomo di Polizia (SAP) è un'organizzazione di rappresentanza del personale della Polizia di Stato.
Nato il 1° aprile 1981, al 2010, secondo l'ANSA, contava quasi 20000 aderenti (su circa 100000 poliziotti in tutta Italia)..

## Organizzazione
Le sue strutture locali sono diffuse in ogni città d'Italia. La sede nazionale è ubicata a Roma dove operano il segretario generale, un segretario generale aggiunto e due segretari nazionali. L'attuale segretario generale è Stefano Paoloni, eletto il 20 marzo 2018 al posto di Gianni Tonelli
Gli organi di garanzia sono: il presidente, affiancato dal vicepresidente, i sindaci ed i probiviri.
Il SAP, inoltre, è fondatore e membro permanente del Comitato Europeo dei Sindacati di Polizia (CESP), al quale aderiscono altre associazioni sindacali autonome di Polizia, che rappresenta oltre 300000 poliziotti europei.
Oltre al SAP, vi sono altre associazioni sindacali autonome, radicate sul territorio, con sedi in tutta Italia: il Sindacato Italiano Unitario Lavoratori Polizia (SIULP), il Coordinamento per l'indipendenza sindacale delle forze di polizia (COISP), il Sindacato Italiano Appartenenti Polizia (SIAP), la Federazione Sindacale di Polizia (FSP) e il LES (Libertà e Sicurezza).

## Segretario generale
- Filippo Saltamartini (? – 2008)
- Nicola Tanzi (2008 – 2014)
- Ernesto Morandini (2014)
- Gianni Tonelli (29 aprile 2014 – 20 marzo 2018)
- Stefano Paoloni (20 marzo 2018 – in carica).